# 弘光

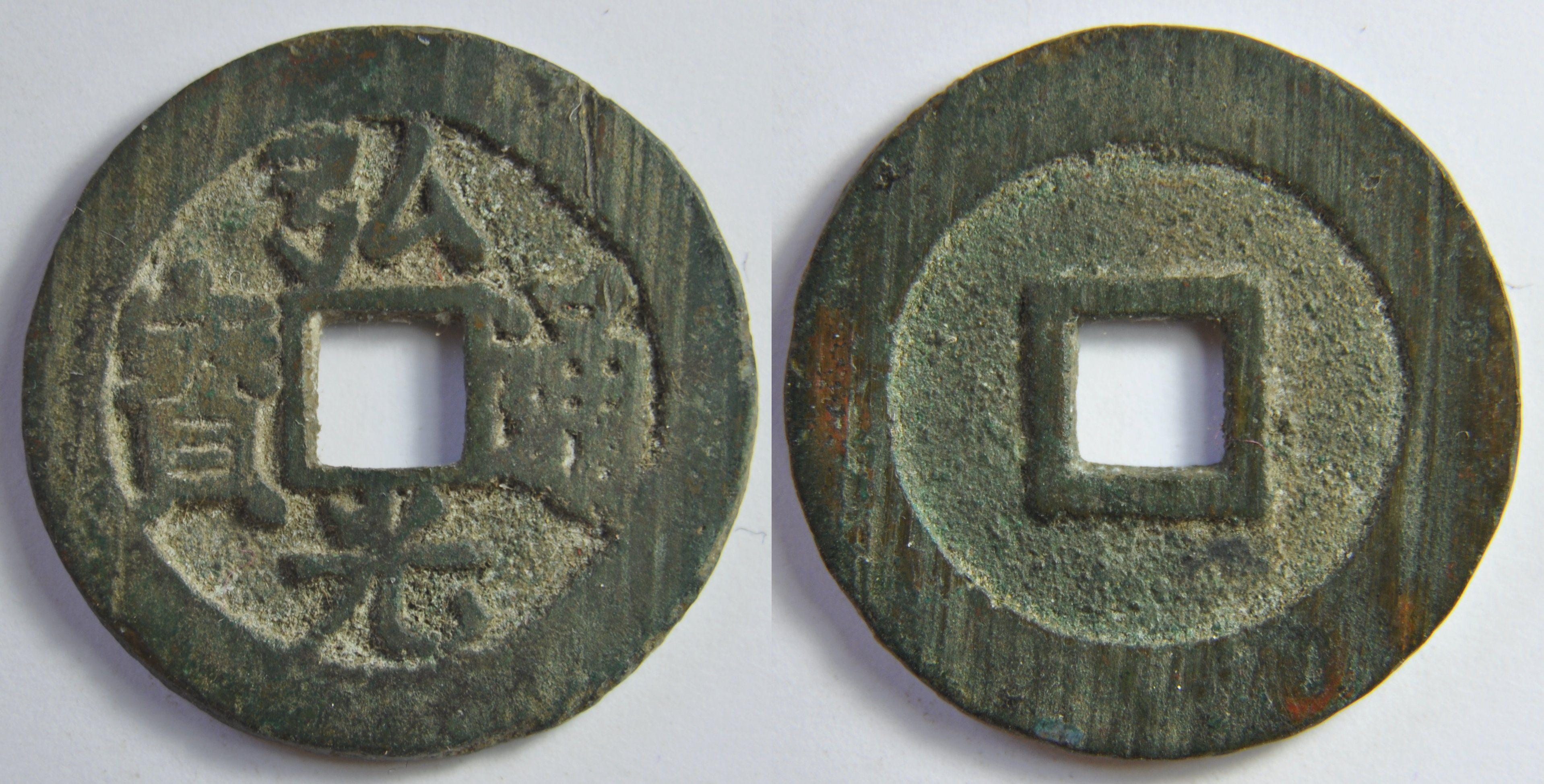
弘光通宝铜钱

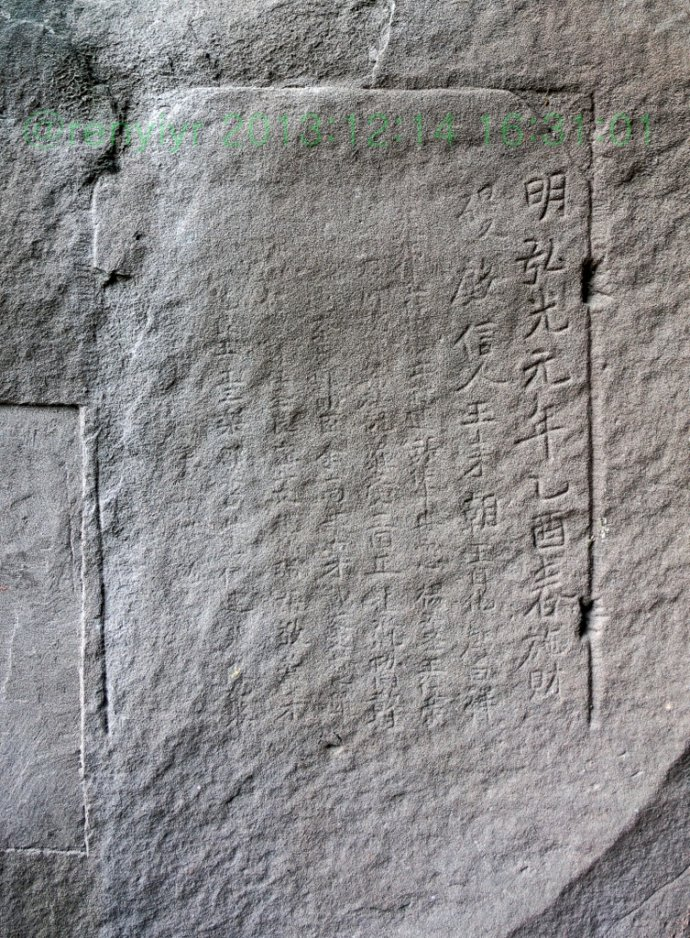
重慶府合州迴龍鄉弘光元年石刻-明弘光元年乙酉春施財殿信人王來朝……

弘光（1645年正月一日—閏六月二十九日）是中国南明弘光帝朱由崧的年号。
崇禎十七年（1644年）五月三日朱由崧在南京称监国，五月十五日登基稱帝，以明年为弘光元年。弘光元年（1645年）五月清军攻克南京，五月二十二日由崧被俘虜。閏六月二十七日明紹宗即位沿用，翌月改元隆武。魯王朱以海於七月四日稱監國，仍用弘光年號，翌年改稱監國魯元年。
弘光帝即位之初，內閣擬定年號「定武」和「弘光」，弘光帝選擇了後者，大臣張慎言直言「光」字上為火，清朝年號「順治」從水，水能克火，是不祥之兆。

## 改元
- 弘光元年——正月初一日，改元為弘光元年；[3][4][5][6]七月初一日，改元為隆武元年。[7][8][9]
- 弘光二年——正月初一日，魯王改元為監國魯元年。[10]

## 大事記
- 弘光元年——五月二十二日，明安宗被俘。閏六月二十七日，明紹宗朱聿键即位。七月四日魯王朱以海稱監國。

## 紀年農曆對照表
表格右邊各月的干支即為各月的第1日，「大」表示該月有30日，「小」表示該月有29日，「閏月」表格中的漢字數字表示該年為閏X月，各月初一底下的數字表示對應的西曆日期。
| 西元   | 干支 | 紀年     | 正月   | 二月   | 三月   | 四月   | 五月   | 六月   | 七月 | 八月 | 九月 | 十月 | 十一月 | 十二月 | 閏月     |
| ------ | ---- | -------- | ------ | ------ | ------ | ------ | ------ | ------ | ---- | ---- | ---- | ---- | ------ | ------ | -------- |
| 1645年 | 乙酉 | 弘光元年 | 乙酉小 | 甲寅大 | 甲申小 | 癸丑小 | 壬午大 | 壬子小 |      |      |      |      |        |        | 六辛巳小 |
| 1645年 | 乙酉 | 弘光元年 | 1/28   | 2/26   | 3/28   | 4/26   | 5/25   | 6/24   |      |      |      |      |        |        | 7/23     |

| 弘光 | 元年     |
| ---- | -------- |
| 清朝 | 顺治二年 |

## 同期存在的其他政权年号
- 中國
  - 顺治（1644年–1661年）：清—世祖福临之年号
  - 永昌（1644年–1645年）：大顺—李自成之年号
  - 大顺（1644年–1646年）：大西—张献忠之年号
- 日本
  - 正保（1644年–1648年）：后光明天皇之年號
- 越南
  - 福泰（1643年–1649年）：后黎朝—真宗黎维祐之年号
  - 順德（1628年–1677年）：莫朝—莫敬完之年号

## 參看
- 中国年号列表
- 明朝年號列表
- 弘光 (消歧義)

## 深入閱讀
- 李崇智. . 北京: 中華書局. 2004年12月. ISBN 7101025129.
- 鄧洪波. . 臺北: 國立臺灣大學東亞經典與文化研究計劃. 2005年3月  [2021-11-06]. ISBN 9789860005189. （原始内容 (pdf)存档于2007-08-25）.
- 錢海岳. . 北京: 中華書局. 2006年5月. ISBN 7101044298.

| 前一年號： 崇祯 | 明朝年號 1645年 | 下一年號： 隆武（唐王） 监国鲁（魯王） |